# Estado Mayor Militar de Su Majestad

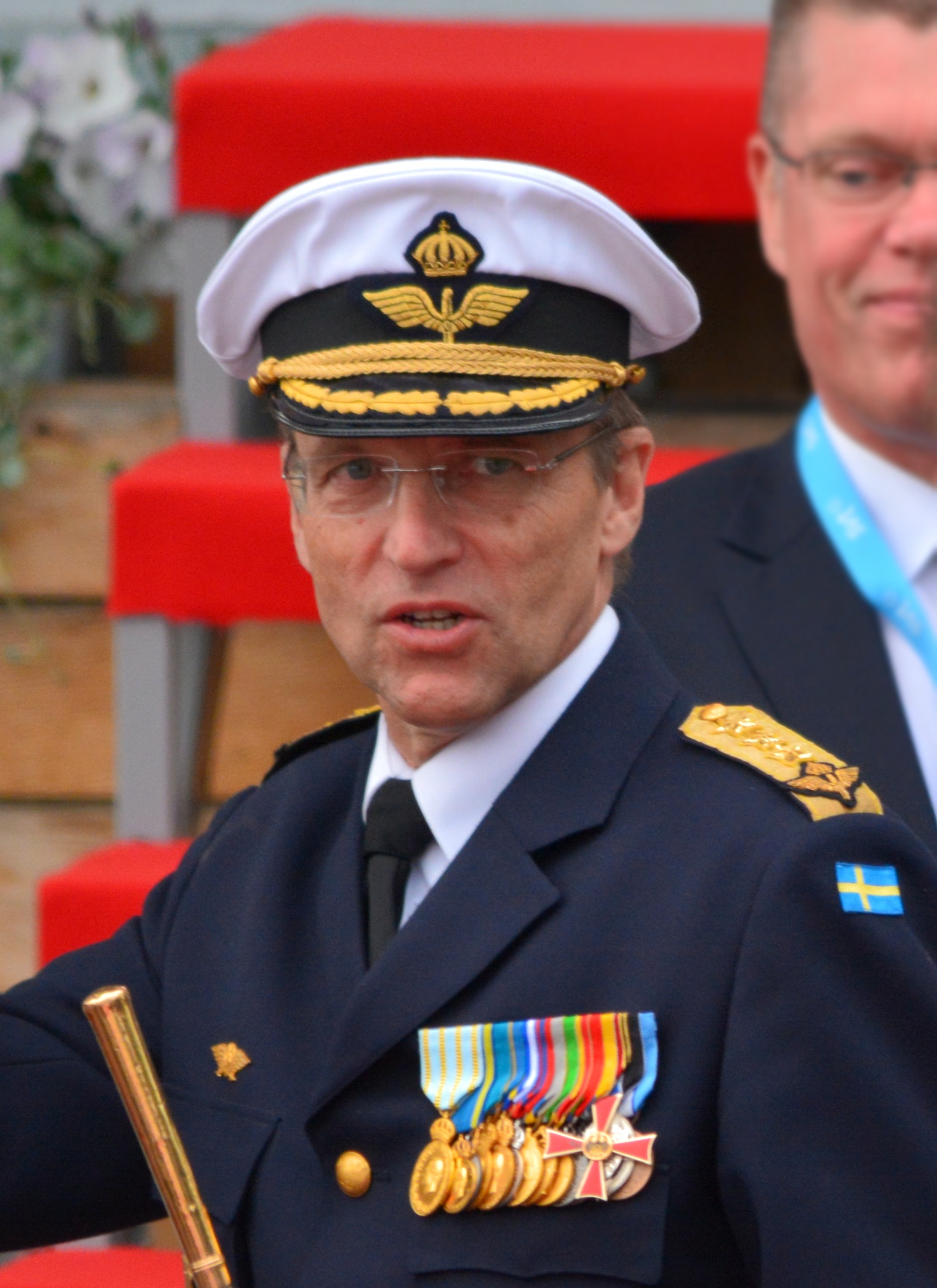
Teniente General Jan Salestrand, Jefe actual del Estado Mayor Militar de Su Majestad.

El Estado Mayor Militar de Su Majestad o Gabinete Personal de Su Majestad (en sueco: H.M. Konungens stab) es el gabinete personal de  Carlos XVI Gustavo de Suecia. Está dirigido por el Jefe de Personal y apoya al Rey y a la Corte Real de Suecia en ceremonias oficiales, ejercicios militares y representaciones. El jefe de personal también participa en visitas de estado. El personal pertenece a las Fuerzas Armadas Suecas y está subordinado al Rey directamente. El Jefe del Personal también asiste al Rey con un ayudante de campo de servicio. El Rey y la Princesa Heredera tienen doce ayudantes de campo cada uno y sirven un mes al año como ayudantes de campo. Su lista de guardia está determinada por el Jefe de Personal. El Príncipe Carlos Felipe tiene dos ayudantes de campo. Estos ayudantes de campo apoyan al Príncipe durante el año cuando tiene misiones oficiales y solicita un ayudante de campo. Desde el 1 de octubre de 2018, el teniente general Jan Salestrand se desempeña como Jefe del Estado Mayor.

## Uniforme
El jefe de personal lleva una gran cordón m/1816 y un bastón de guardia m/1793. El bastón está provisto de una torcedura de seda negra con dos borlas negras. Un oficial del personal lleva el nombre del rey cifrado de metal dorado.

## Jefes del Personal
El jefe del personal en el llamado Primer Ayudante de Campo y Jefe del Rey del Personal (en sueco: Förste adjutant och chef för H.M. Konungens stab) o Jefe Principal Ayudante de Campo del Rey (en sueco: Chef för H.M. Konungens stab).
Durante el reinado de Óscar II
- 1872-1905; General Sven Lagerberg
- 1905-1907; General Hemming Gadd

Durante el reinado de Gustavo V
- 1908-1909; Mayor General Carl Rosenblad (en funciones)
- 1909-1910; Teniente general Casten Warberg
- 1910-1924; Teniente general Gustaf Uggla
- 1924-1944; Almirante Carl August Ehrensvärd
- 1944-1950; General Olof Thörnell

Durante el reinado de Gustavo VI Adolfo
- 1950-1963; Teniente general Hugo Cederschiöld
- 1963-1969; General Thord Bonde
- 1969-1973; Teniente general Gustaf Åkerman

Durante el reinado de Carlos XVI Gustavo
- 1973-1978; Teniente general Malcolm Murray
- 1978-1986; General Stig Synnergren
- 1986-1990; General Lennart Ljung
- 1990-1997; Almirante Bror Stefenson
- 1997-2003; Teniente general Curt Sjöö
- 2003-2007; Vicealmirante Frank Rosenius
- 2007-2018; Mayor general Håkan Pettersson
- 2018-presente; Teniente general Jan Salestrand